# Holger Schneider
Holger Peter Schneider (* 4. August 1963 in Güstrow) ist ein ehemaliger deutscher Handballspieler und -trainer.

## Sportliche Laufbahn

### Spieler
Holger Schneider spielt seit seinem siebten Lebensjahr Handball. Er war als Linksaußen beim SV Post Schwerin, HC Empor Rostock und der SG Flensburg-Handewitt aktiv. Seine Karriere beendete er nach einer Saison (1998/99) als Spielertrainer beim späteren Österreichischen Meister A1 Bregenz. Mit der SG Flensburg-Handewitt gewann er 1997 den EHF-Pokal. Zu seinen sportlichen Erfolgen gehören zudem zwei Siege im FDGB-Pokal mit dem SC Empor Rostock 1987 und 1988, die Teilnahme an zwei EC-Halbfinalspielen, zwei Vize-Meistertitel (Spielzeit 1995/96 und Spielzeit 1996/97) und eine Teilnahme am DHB-Pokal-Finale 1994 mit den Flensburgern.
Der 1,88 Meter große Schneider bestritt 98 Spiele in der Männer-Handballnationalmannschaft der DDR bzw. der deutschen Nationalmannschaft, in denen er 197 Tore erzielte. Der Linksaußen stand bei den Olympischen Spielen 1988, der Weltmeisterschaft 1990 und den Olympischen Spielen 1992 im Aufgebot der Nationalmannschaft der DDR bzw. der Bundesrepublik.

### Trainer
Nach der Saison 1998/1999 in Bregenz war Holger Schneider bis 2004 Trainer des SV Post Schwerin. Nach seiner Beurlaubung dort wechselte er für eine Bundesliga-Saison zur HSG Wetzlar. Seit 2005 war er als Nachfolger von Norbert Henke Trainer in der 2. Bundesliga beim Stralsunder HV, mit dem er in der Saison 2007/08 den direkten Aufstieg in die Bundesliga erreichte. Sein bis zum 30. Juni 2009 laufender Vertrag beim SHV wurde am 5. Juni 2008 aufgelöst. Ab der Zweitligasaison 2008/09 war er beim HC Empor Rostock zunächst als Sportdirektor tätig; er unterschrieb einen Drei-Jahres-Vertrag. Vor Beginn der Saison 2010/11 übernahm Holger Schneider das vakante Traineramt beim HC Empor Rostock von Lars Rabenhorst; das Amt des Sportdirektors gab er auf. Im September 2010 übergab er das Traineramt an seinen bisherigen Co-Trainer Gunter Funk und erklärte, sich fortan ausschließlich auf seine Tätigkeit als Geschäftsführer und Sportlicher Leiter konzentrieren zu wollen, am 19. November 2011 gab der Rostocker Verein die Trennung von Holger Schneider zum 31. Dezember 2011 bekannt. Im November 2012 übernahm er das Traineramt beim Drittligisten HF Springe; zum Ende der Spielzeit 2013/14 verließ er den Verein. Er trainierte in der Saison 2014/15 den Verbandsligisten Güstrower HV, unter seiner Leitung stieg der Verein in die MV-Liga auf. Von 2015 bis 2017 trainierte Schneider den luxemburgischen Erstligisten HB Esch, der im Jahr 2017 die luxemburgische Meisterschaft und den luxemburgischen Pokal gewann.
Zu seinen Erfolgen als Trainer zählen der Aufstieg in die 1. Handball-Bundesliga mit dem SV Post Schwerin (2000/2001) sowie mit dem Stralsunder HV (2007/2008) und der Gewinn der luxemburgischen Meisterschaft mit dem HB Esch (2017).

## Privates
Schneider ist verheiratet und hat eine Tochter. Ab Juni 2017 war er als Geschäftsführer eines Unternehmens in Güstrow und ab 2024 als Centermanager im Wonnemar Schwerin tätig.

## Belege
1. ↑  sg-flensburg-handewitt.de: Holger Schneider & "Faxe" Jörgensen: 15 SG-Jahre kehren zurück (Memento vom 28. April 2018 im Internet Archive), abgerufen am 28. April 2018
2. ↑  sg-flensburg-handewitt.de: Holger Schneider & "Faxe" Jörgensen: 15 SG-Jahre kehren zurück (Memento vom 28. April 2018 im Internet Archive), abgerufen am 28. April 2018
3. ↑  www.handball-world.com: „Schneider übergibt nach Sieg Traineramt in Rostock“, 26. September 2010
4. ↑  Ostsee-Zeitung, 19. November 2011
5. ↑  www.handball-world.com: „Springe präsentiert neuen Trainer“, 17. November 2012
6. ↑  www.guestrower-handballverein.de
7. ↑  svz.de: Holger Schneider verlässt Güstrower HV, abgerufen am 28. April 2018
8. ↑  ostsee-zeitung.de: Holger Schneider kehrt auf große Handball-Bühne zurück (Memento vom 28. April 2018 im Internet Archive), abgerufen am 28. April 2018
9. ↑  wort.lu: In der Sales-Lentz League: Schneider verlässt HB Esch, abgerufen am 28. April 2018
10. ↑  neue.at: Burger übernimmt Luxemburgs Meister und Pokalsieger, abgerufen am 28. April 2018
11. ↑  www.svz.de, „Vom Handballparkett ins Wasser“, 2. September 2017, abgerufen am 12. Februar 2021
12. ↑  www.ostsee-zeitung.de, Ex-Nationalspieler leitet Wonnemar Schwerin – und hat Großes vor, 14. Februar 2025, abgerufen am 20. Februar 2025

| Personendaten    | Personendaten                                |
| ---------------- | -------------------------------------------- |
| NAME             | Schneider, Holger                            |
| ALTERNATIVNAMEN  | Schneider, Holger Peter (vollständiger Name) |
| KURZBESCHREIBUNG | deutscher Handballspieler und -trainer       |
| GEBURTSDATUM     | 4. August 1963                               |
| GEBURTSORT       | Güstrow                                      |